# Omplacering enligt LAS
Omplacering används inom arbetsrätten för att beskriva den situation då en arbetsgivare förflyttar en anställd från en typ av arbete och ger honom/henne nya arbetsuppgifter.
Vid uppsägning enligt 7 § LAS (1982:80) fordras att uppsägningen är sakligt grundad. Den anses inte sakligt grundad om det är skäligt att kräva att arbetsgivaren bereder arbetstagaren annat arbete hos sig.
Omplacering används ibland som någon form av bestraffning. Omplacering kan också användas för att söka lösa en tvist där samarbetssvårigheter har ansetts föreligga.

## Rättsfall där godtagbara skäl ansetts föreligga
- Arbetsdomstolen 1993 nr 34.[2]
- En arbetstagare har avskedats sedan han omkring två månader tidigare omplacerats från en chefsbefattning till ett okvalificerat arbete hos arbetsgivaren. Avskedandet har ansetts lagligen grundat.[3]
- En polisinspektör med ställning som gruppbefäl inom Stockholmspolisens hundenhet har omplacerats till annat arbete inom polisorganisationen. Det har inte visats att omplaceringen strider mot lag eller goda seder.[4]
- En yrkesofficer som dömts för sexuellt utnyttjande av underårig till åtta månaders fängelse har sagts upp från sin anställning.[5]

## Rättsfall där godtagbara skäl inte ansetts föreligga
- En polis som har haft en tidsbegränsad anställning som livvakt har efter en händelse i tjänsten omplacerats till andra arbetsuppgifter. Godtagbara skäl har anförts, men omplaceringen bedömdes utgöra en otillåten disciplinpåföljd.[6]
- En kommun har sagt upp en hos kommunen anställd socialsekreterare under åberopande av "samarbetssvårigheter". Uppsägningen har ogiltigförklarats sedan arbetsdomstolen funnit att kommunen åsidosatt sin omplaceringsskyldighet enligt 7 § andra stycket LAS.[7]